# 훌리오 벨라스케스
훌리오 벨라스케스 산티아고(스페인어: Julio Velázquez Santiago, 1981년 10월 5일 ~ ), 또는 훌리오 벨라스케스는 스페인의 축구 감독이다.

## 감독 경력
벨라스케스는 이미 15세부터 감독 경력을 시작했으며, 19세에 바야돌리드 지역 축구팀의 유스 감독을 맡게 되었다. 2008년, 그는 에지도의 유스팀 감독이 되어 팀은 준우승으로 이끌고, 바야돌리드의 유스팀과 B팀을 맡게 되었다. 그 후 2010년에는 폴리 에히도의 감독으로 돌아와 팀을 맡게 되었다. 에지도는 2010-2011시즌 코파 델 레이에서 비야레알 CF을 만나 홈에서는 1-1, 원정에서 2-0으로 탈락하였다. 하지만, 3부리그 팀이었던 폴리 에히도는 비야레알 CF의 보드진들에게 깊은 인상을 주었고, 벨라스케스는 비야레알 C로 팀을 옮겨 간다. 2012년에는 당시 비야레알 B 감독을 맡던 호세 몰리나가 1군 감독으로 올라가면서 벨라스케스는 30세에 비야레알 B 감독으로 승격하며 세군다 디비시온의 최연소 감독으로 부임한다. 벨라스케스는 18위에 머물러 있던 비야레알 B를 12위로 끌어올렸다. 그 후, 비야레알 CF은 벨라스케스가 비야레알을 다시 프리메라리가로 복귀시킬 재목으로 판단하고, 세군다 디비시온으로 강등된 비야레알 CF 감독으로 승격된다. 하지만, 그는 부진한 성적으로 7개월만에 경질된다. 그리고 그는 레알 무르시아 감독에 부임한다. 그곳에서 그는 팀을 4위로 끌어올리며 승격 플레이오프에 진출하였다. 비록 승격에는 실패했으나, 그 능력을 인정받아 레알 베티스 감독으로 직장을 옮기게 되었다.